# Casas Musgum Camarões
As casas Mugsum são habitações da comunidade de Camarões, Mugsum, que se caracterizam pela sua arquitetura vernacular. Suas técnicas construtivas são simples, utilizam barro moldado ( uma variante do sabugo), água e mãos, sem necessidade de grandes ferramentas.
O nome `` Cases obos´´   vem da similaridade com as conchas. O formato, parecido do arco catenário é perfeito para aguentar o peso máximo com o mínimo de material, além de reduzir o impacto da chuva sobre as paredes e suas grandes alturas  ( até 9 metros), fornecer um clima bom nos dias quentes. 

## LOCALIDADE
A comunidade Mugsum está localizada no norte da África, mais precisamente nas planícies de Camarões e em algumas regiões do Chade, na fronteira norte da região.

Localidade

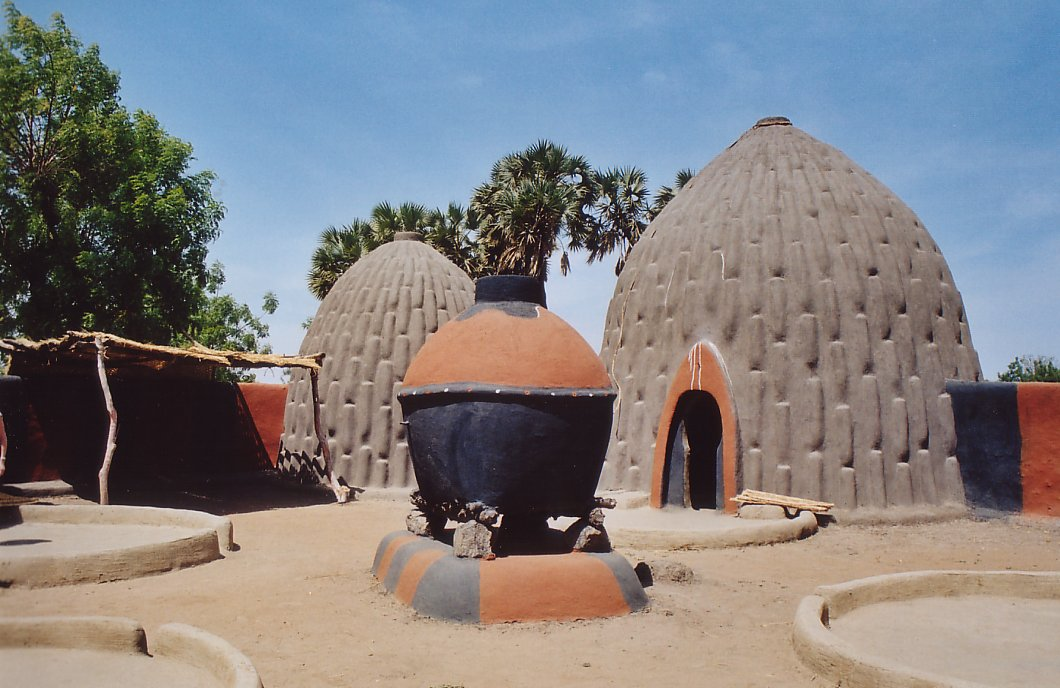
Casas Musgum

## HISTÓRIA
As chamadas  Tolek, suas casas, se tornaram interesse do ocidente, por volta de 1850, depois do explorador alemão, Heinrich Barth, ter viajado ao centro e norte da África.
Por décadas, imaginavam que essas casas tinham desaparecido por completo, considerando que em 1930, após a região ser ocupada pelo colonialismo francês, houve diversas mudanças nas estruturas sociais, na emigração de muitos habitantes locais e no surgimento de doenças. Apesar disso, as construções resistiram e o turismo ajudou na popularidade das casas nos anos 90, com o investimento da agência USAID (A Agência dos Estados Unidos para o Desenvolvimento Internacional). Visto isso, essas construções deixaram de ser obsoletas, trazendo um grande passado cultural para a arquitetura.
A disposição das casas Musgum é decorrente dos objetivos e necessidades do grupo como um. Tradicionalmente a unidade do pai fica em uma parte mais importante e os demais ao redor. Formando um círculo, indica que todos são da mesma família.

## ARQUITETURA E TÉCNICAS CONSTRUTIVAS
As comunidades são compostas por 15 cúpulas de terra compactada, sendo um grande exemplo de arquitetura sustentável, apesar de não possuir uma tecnologia avançada. Mas cumpre as necessidades locais e utiliza o material disponível na região com baixo impacto ambiental e técnicas que não prejudicam o meio ambiente. Apesar de não possuir fundações, a estrutura das casas é muito sólida: as paredes mais grossas se localizam na base o e as mais finas na parte superior, melhorando a sua resistência estrutural.
As casas Musgum se encontram em regiões onde a madeira e pedra não estão disponíveis. Por isso usa-se usa a terra artesanal, que não necessita de formas para se aplicar. O uso da terra como principal e único material de construção, formam paredes espessas que não apenas mantém um conforto ambiental na temperatura no interior das casas, como também diminui a emissão de CO2. O tipo de terra utilizada na construção, sua preparação e a quantidade de água necessária são apenas conhecidas pelos construtores locais. É um processo bastante lento, e essa técnica utiliza poucas ferramentas e mão de obra.

## IMPLANTAÇÃO E FUNÇÕES
Para diversos grupos étnicos africanos a terra era considerada um elemento sagrado, por isso utilizavam na construção de suas casas. “ O centro do universo é a terra em si mesma, na qual seus ancestrais residem e da qual eles vêm, o que valida o conceito da terra ter o caráter sagrado”. (Prussin, 1974 apud Faria, 2011, p. 55)
Cada cúpula possui uma função diferente de acordo com cada necessidade familiar e o seu tamanho varia de acordo com essas funções. Essas cúpulas podem ser usadas por conselheiros, brincadeiras de criança ou para criação de gado. As fachadas possuem diversas formas geométricas, lembrando uma enorme concha, formando diferentes texturas. Com as variadas texturas, é possível identificar cada função de cada cúpula, além de servirem para a drenagem de água e para a escalada dos moradores para necessárias manutenções. Na parte de cima da cúpula possui uma abertura zenital para a ventilação.

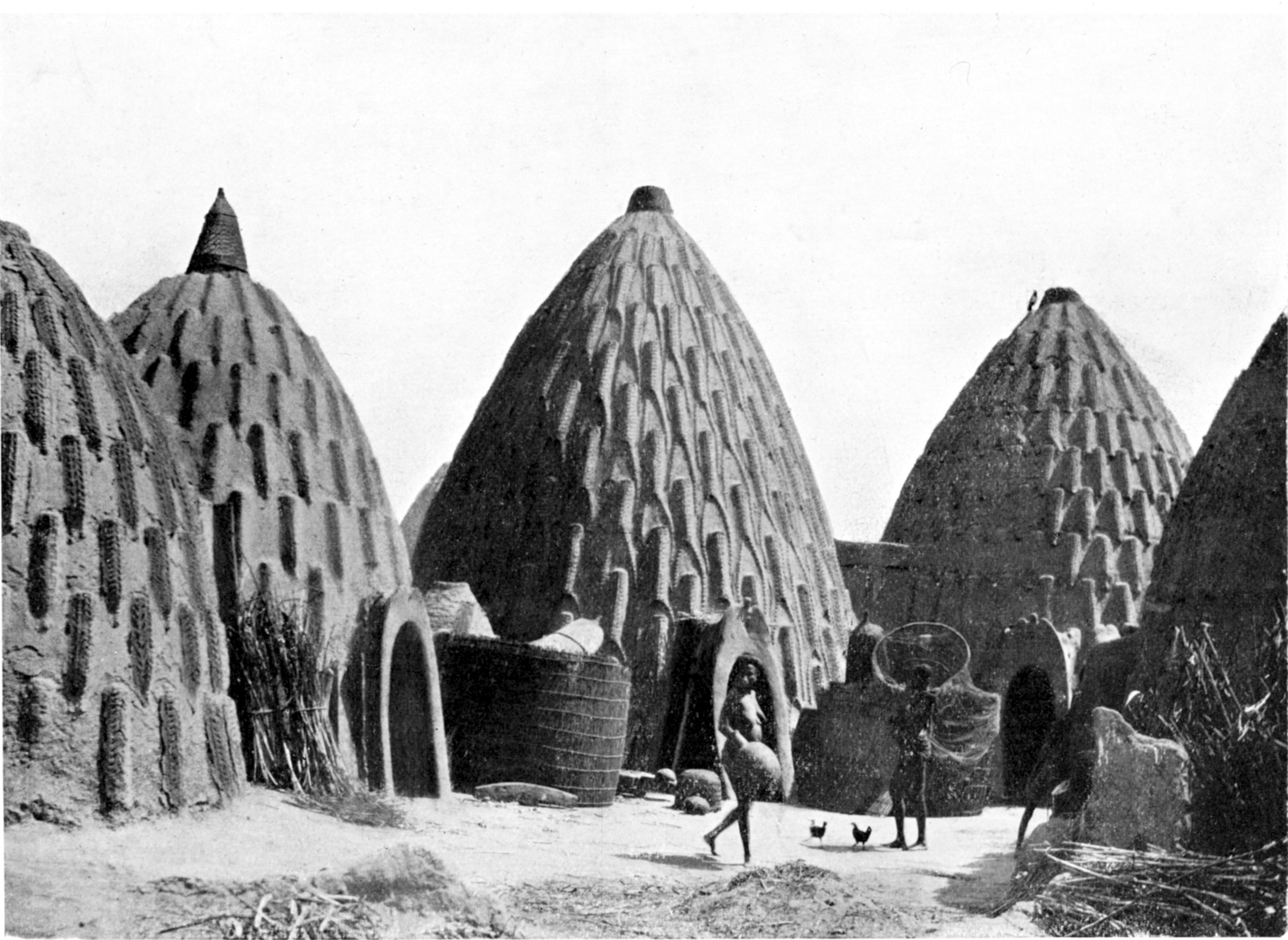
Casas Musgum

As casas Mugsum possuem uma implantação peculiar. A unidade do pai situa-se ao centro e as unidades dos demais familiares ao redor.  Esta disposição é o resultado dos objetivos e necessidades de cada unidade familiar. As construções agrupam-se em um círculo composto por até quinze casas e um muro que as envolve, indicando que todas pertencem à mesma família. As casas não possuem o mesmo tamanho, isso varia de acordo com cada função.

## REFERÊNCIAS
Fontes: 
1. 11 Técnicas vernaculares de  construção  que estão  desaparecendo. Passei direto. Disponível em: https://www.passeidireto.com/arquivo/36336543/tecnicas-vernaculares-de-construcao/> Acesso em: 03/11/2020
2. NOGUEIRA, Evelyn. A sustentabilidade e história da arquitetura vernacular africana. Casa Cor. 18 de fev. de 2020. Disponível em: < https://casacor.abril.com.br/sustentabilidade/a-sustentabilidade-e-historia-da-arquitetura-vernacular-africana/>. Acesso em: 13 de out. de 2020
3. PENHA, Maria Estela. SANTOS, Ilana. SANTOS, Israel. Arquitetura de terra e diferentes maneiras de construir. Terra Brasil 2018. Nov. de 2018. Disponível em <http://www.arqpop.arq.ufba.br/sites/arqpop.arq.ufba.br/files/arquitetura_de_terra_e_diferentes_maneiras_de_construir_0.pdf> Acesso em: 14 de out. de 2020.
4. FRANCO, Tomás. Arquitetura vernacular: casas Musgum, nos Camarões. Archdaily. 13 de Jan. de 2014. Disponível em: <https://www.archdaily.com.br/br/01-167330/arquitetura-vernacular-casas-musgum-nos-camaroes> Acesso em: 14 de out. de 2020.
5. QUINTELA, Fábio. Casas Musgum, uma Arquitetura vernacular. Projetos arquitetônicos e interiores, com design e acessibilidade. 18 	de 	Jun. de 2014. Disponível em: <https://arqdesignfabioquintela.blogspot.com/2014/06/uma-arquitetura-camaronesa.html> Acesso em: 9 de out. de 2020.s
6. DB, Andrea. Arquitectura Musgum Camarões. Arquitecturas de Terra. 15 de mar. de 2010. Disponível em: < http://arquitecturasdeterra.blogspot.com/2010/03/arquitectura-musgumcamaroes.html >. Acesso em: 02 de nov. de 2020